# Bärbel Mohr
Bärbel Mohr (* 5. Juli 1964; † 29. Oktober 2010) war eine deutsche Autorin und Referentin.

## Leben
Bärbel Mohr machte nach ihrem Abitur eine Ausbildung zur praktischen Betriebswirtin. Danach arbeitete sie jeweils ohne Ausbildung als Fotoredakteurin, Fotojournalistin und Grafikerin.
Privat beschäftigte sie sich jahrelang mit Persönlichkeitsentwicklung, alternativen Heilweisen und Spiritualität. Sie gab fünf Jahre lang eine eigene kleine Zeitschrift zu diesen Themen heraus (1995 bis 2000).
Mohr war mit Manfred Mohr verheiratet, 2001 wurden ihre Zwillinge geboren. Sie starb am 29. Oktober 2010 an Krebs und wurde am 2. November 2010 beigesetzt.

## Berufliche Tätigkeit
Ab 1995 leitete sie Seminare (ab 2006 auch für Kinder und Familien), sie hielt Vorträge zum Thema Lebensfreude.
Ihr erstes Buch Bestellungen beim Universum erschien 1998 und wurde in 14 Sprachen übersetzt.
Insgesamt veröffentlichte Bärbel Mohr über 25 Bücher zu unterschiedlichen Themen (Selbsthilfebücher, Kinderbücher, alternative Heilmethoden u. a.) in verschiedenen Formen (Buch, Tonträger, elektronisches Medium). Im Jahr 2000 produzierte sie die Video-Dokumentation Herzenswünsche selbst erfüllen. 2008 eine Filmdokumentation Bärbel Mohr's Cosmic Ordering.

## Veröffentlichungen (Auswahl)
- Bestellungen beim Universum. Ein Handbuch zur Wunscherfüllung, Omega-Verlag, Aachen 1998, ISBN 3-930243-13-X.
- Der kosmische Bestellservice. Eine Anleitung zur Reaktivierung von Wundern, Omega-Verlag, Düsseldorf 1999, ISBN 3-930243-15-6.
- Universum & Co. Kosmische Kicks für mehr Spaß im Beruf, Omega-Verlag, Aachen 2000, ISBN 3-930243-18-0.
- Reklamationen beim Universum. Nachhilfe in Wunscherfüllung, Omega-Verlag, Aachen 2001, ISBN 3-930243-24-5.
- mit Dieter M. Hörner und Stefan Stutz (Illustrationen), Der Wunschfänger-Engel. Eine himmlische Geschichte zu den "Bestellungen beim Universum" (Edition Sternenprinz), Freiburg 2004, ISBN 3-934647-62-6.
- mit Stefan Stutz (Illustrationen) Mama, wer ist Gott? (Edition Sternenprinz), Freiburg 2007, ISBN 978-3-934647-99-2.
- zusammen mit Manfred Mohr, Das Wunder der Selbstliebe. Der geheime Schlüssel zum Öffnen aller Türen (Elektronische Ressource), München 2011, ISBN 978-3-8338-2540-8.